# Улица Губкина (Ишимбай)
Улица Губкина — одна из центральных улиц города Ишимбая. Названа в честь русского учёного-геолога, основателя советской нефтяной геологии Ивана Михайловича Губкина.
С одной стороны улица Губкина переходит в улицу Некрасова, с другой — в улицу Горького.
На улице находится главная площадь города — площадь Первооткрывателей Башкирской Нефти.

## Почтовый индекс
Почтовый индекс различается в зависимости от нумерации дома:
- 453213 — нечётные: 1-35, четные: 2-32
- 453205 — нечётные: 37-87, чётные: 34-134

## Транспорт
Городские автобусные маршруты №№ 6, 8, 10.